# オーストリア皇帝

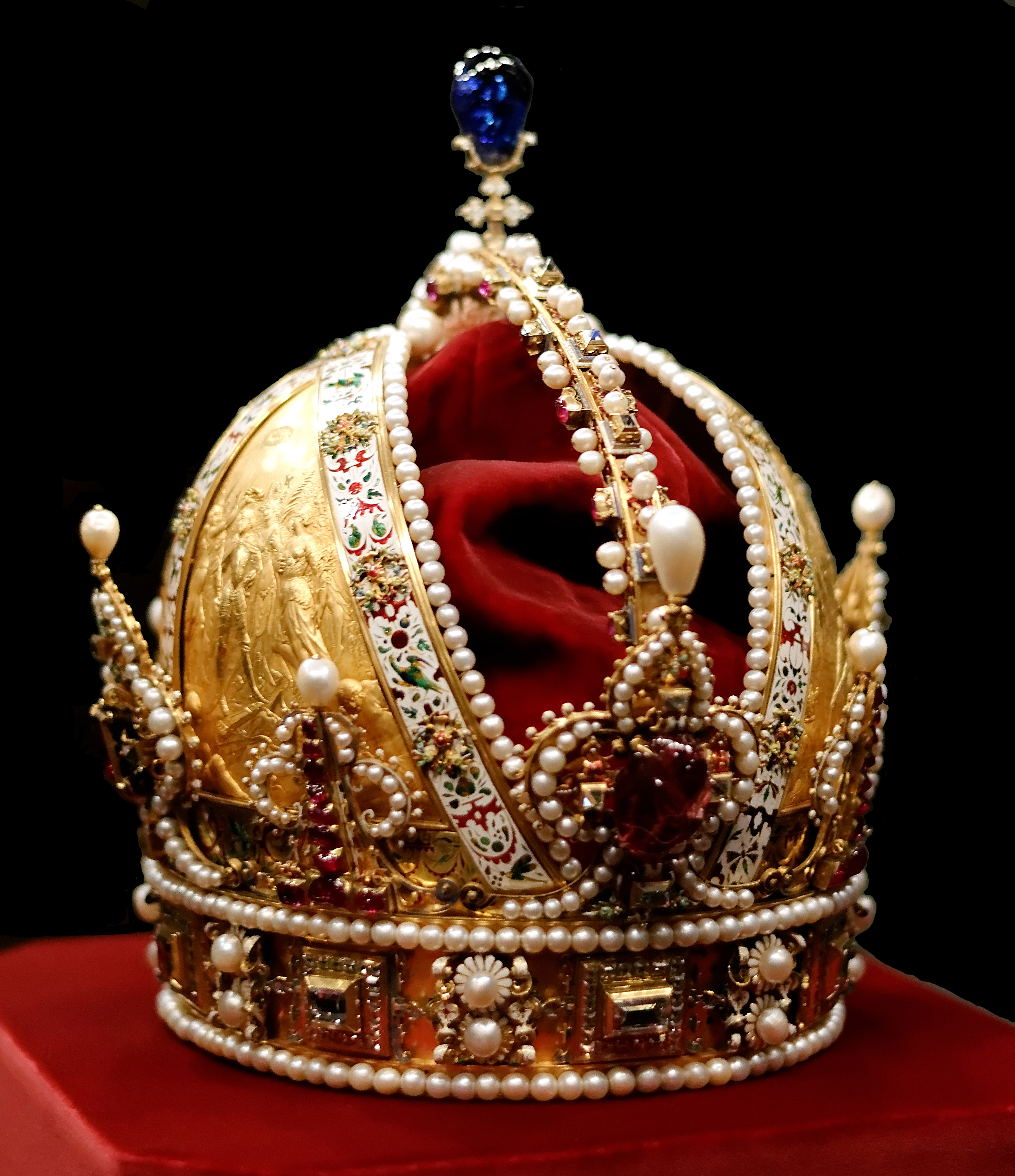
オーストリア帝冠

オーストリア皇帝（オーストリアこうてい、ドイツ語: Kaiser von Österreich、カイザー・フォン・エスターライヒ）は、ハプスブルク＝ロートリンゲン家の神聖ローマ皇帝フランツ2世によって1804年に宣言された、ハプスブルク＝ロートリンゲン家による世襲の皇帝の称号である。

## 概要
フランス皇帝ナポレオン・ボナパルトの侵略に対して、フランツ2世は神聖ローマ帝国の将来に危惧を抱き、帝国の崩壊の事態に対して、ハプスブルク＝ロートリンゲン王朝が皇帝の称号を維持することを望んだ（このときフランツ2世は神聖ローマ皇帝を意識したフランス皇帝の称号を承認している）。フランツの危惧した通り、オーストリア軍は1805年のアウステルリッツの戦いで軍事的敗北を喫し、勝利者のナポレオンは帝国諸邦の一部からライン同盟を再編して、古いライヒ（帝国）を破壊し、フランス帝国という神聖ローマ帝国に代わる西ローマ帝国の継承国家を作ろうとした。ナポレオンに神聖ローマ皇帝を簒奪される前にフランツ2世は神聖ローマ皇帝から退位し、帝国を解散した。このときに形骸化した神聖ローマ皇帝に代わる称号が「オーストリア皇帝」であった。結果フランツ2世の君主権が及ぶ領域はドイツからドイツの外にある領域も含むハプスブルク家領に移り、「神聖ローマ皇帝」フランツ2世は「オーストリア皇帝」フランツ1世となった。新しい皇帝の称号は、フランス皇帝ナポレオンによって承認された。以前のものよりも権威が減じたように響くが、フランツ1世の王朝はオーストリアを支配し続け、ハプスブルク＝ロートリンゲン家の君主の称号はなおも皇帝（Kaiser）であり、単なる国王（König）ではなかった。
この称号は君主の称号として1世紀余り後の1918年まで用い続けられたが、どの領域が「オーストリア帝国」を構成するのかは明白ではなかった。フランツ1世がオーストリア皇帝の称号を採用した1804年には、ハプスブルク家の領土全体が“Kaisertum Österreich”と呼ばれた。“Kaisertum”は文字通りに「帝国」ないしは「皇帝領」と翻訳される。含意としては特に「皇帝に支配される領域」を指し、普遍的な支配を含蓄することを1804年にもたらしたライヒよりも幾分かは一般的だった。 狭義のオーストリアは、正式には15世紀以来大公領であり、帝国の他の領土の大部分はそれぞれ独自の慣習と歴史を有していたが、そこでは幾つかの中央集権化の試み（特に1848年と1859年）が行われた。ハンガリーが自治を与えられた1867年、他の大部分の領土でオーストリアと総称される領域は、公的には「帝国議会（Reichsrat）において代表される諸王国および諸邦」として知られた。ハプスブルク家は諸外国から「オーストリア家」と呼ばれていたために「オーストリア皇帝」とは「オーストリア家が世襲で継承する領地の皇帝」と解された。11の民族と5,000万の人口を擁するオーストリア家の帝国は「領土はたくさんある。人口もたくさんある。しかしオーストリア民族はいない。国家はない」（H・アンディクス）と言われた。「オーストリア皇帝」の称号と帝国との結び付きは、1918年の第一次世界大戦の終焉で共に廃され、オーストリアはドイツ・オーストリア共和国（直後に第一共和国）となり、他の王国と土地は自らの独立ないしは他国との合併を帝国議会で宣言した。これにより「オーストリア皇帝」の称号は公的性格を喪失した。

## 保持称号一覧

ハプスブルク家を表す双頭の鷲が、オーストリアの帝冠をかぶり、多様な君主の紋章を下げている

オーストリア皇帝は、ハプスブルク＝ロートリンゲン家の支配地の地理的な拡張とその多様性を反映した、数多の称号を有していた。
称号を一覧にすると以下の通りである（1859年のロンバルディア及び1866年のヴェネト喪失以降）。
- オーストリアの皇帝、
- ハンガリーの使徒王（英語版）、
- ボヘミア、ダルマチア、クロアチア (en) 、スラヴォニア、ガリツィア、ロドメリア、イリュリアの王、
- エルサレムの王、等々、
- オーストリアの大公、
- トスカーナとクラクフの大公、
- ロレーヌ、ザルツブルク（ドイツ語版）、シュタイアーマルク、ケルンテン、クライン (en) 、ブゴヴィナの公、
- トランシルヴァニアの大公、
- モラヴィアの辺境伯、
- 上下シュレジェン (en) 、モデナ、パルマ、ピアツェンツァ、ガスタラ、オシフィエンチムとザトル、チェシンとフリウリとラグーサとザラの公、
- ハプスブルク (en) とチロル、キブルク (en) 、ゴリツィア及びグラディーサ（英語版）の伯、
- トレント (en) とブリクセン (en) の侯、
- 上下ラウジッツとイストリア（ドイツ語版）の辺境伯、
- ホーエネムス、フェルトキルヒ、ブレゲンツ、ヴァルトブルク＝ゾンネンブルク等の伯
- トリエステとコトルとヴェンドランド（英語版）の太守、
- セルビア (en) の大ヴォイヴォダ (en) 、等々
- 金羊毛騎士団団長

## 歴代皇帝

### 公的称号としての皇帝：1804年 - 1918年
| 肖像画 | 名前                  | 即位           | 崩御または退位 | 先代との関係                                          |
| ------ | --------------------- | -------------- | -------------- | ----------------------------------------------------- |
|        | フランツ1世           | 1804年8月11日  | 1835年5月2日   |                                                       |
|        | フェルディナント1世   | 1835年5月2日   | 1848年12月2日  | フランツ1世の長男                                     |
|        | フランツ・ヨーゼフ1世 | 1848年12月2日  | 1916年11月21日 | フェルディナント1世の弟フランツ・カール大公の長男     |
|        | カール1世             | 1916年11月21日 | 1918年11月11日 | フランツ・ヨーゼフ1世の弟カール・ルートヴィヒ大公の孫 |

### 私的称号としての皇帝：1918年 - 1961年
第一次世界大戦に敗れた後の1918年11月11日、カール1世は国事行為の遂行を断念するという文書に署名し、シェーンブルン宮殿を退去した。新生の共和国はこれを退位とみなしたが、しかし当のカール1世には退位したつもりなど全くなく、ハプスブルク＝ロートリンゲン家は依然としてオーストリア皇帝の称号を保持できると考えていた。カール1世は極めて敬虔なカトリック信徒であったため、自らを廃位できるのは神のみであり人民にはその権利がないと王権神授説の観点から考えていたのである。
カール1世が1922年4月1日に崩御すると、皇后ツィタは長男オットーに「あなたは今、皇帝にして国王（Kaiser und Könige）となったのです」と言った。オットーは母ツィタにとって1922年4月1日午後から新たな「オーストリア皇帝」だったし、同日夜からケルゼンブロック伯爵夫人によって召使いたちに「陛下」と呼ばれるようになった。亡命宮廷の人々のみならず、少なくともカトリックを奉じる正統主義的な王党派の頭の中では、オットーの即位は正当なものとされた。
| 肖像画 | 名前                                                                         | 即位           | 崩御または退位 | 先代との関係    |
| ------ | ---------------------------------------------------------------------------- | -------------- | -------------- | --------------- |
|        | カール1世                                                                    | 1916年11月21日 | 1922年4月1日   |                 |
|        | フランツ・ヨーゼフ2世 （フランツ・ヨーゼフ・オットー・フォン・ハプスブルク） | 1922年4月1日   | 1961年5月31日  | カール1世の長男 |

1949年に二つの家門に貴族位を授与するなど、オットーはしばらく君主然とした振る舞いを続けたが、1961年に「退位」し、次いで王朝との絶縁をオーストリア共和国に宣誓した。これ以降、私的称号としてもオーストリア皇帝を名乗る者はいないが、それでも今なおハプスブルク＝ロートリンゲン家の当主をオーストリア皇帝であるとみなす者は残存する。そうした立場に拠るならば、2018年現在はオットーの長男カールが「オーストリア皇帝カール2世」ということになる。